# Sjögull
Sjögull (Nymphoides peltata) är en flytbladsväxt i familjen vattenklöverväxter. Blommorna har gula kronblad, bladen är gröna och mindre än näckrosornas, som sjögull i viss mån liknar. Arten är avsiktligt introducerad i Sverige, och har nått en massutveckling i vissa sjöar och vattensystem.

## Utbredning och invasivitet
Sjögull introducerades i Sverige första gången på 1800-talet. Dess naturliga utbredningsområde är delar av Sydeuropa och Mindre Asien men den finns även i bl.a. Nordamerika och (sällsynt) i Japan.
Omkring 1920 introducerades sjögull i vissa sjöar i Bergslagen för att förbättra fisket i tron att de täta bestånden skulle utgöra ett skydd för fiskyngel. I sjön Väringen i Arbogaåns vattensystem planterades sjögull 1933. Där har den fått en sådan utbredning att mekanisk bekämpning har satts in. Arten betecknas som invasiv. Bestånd finns även vid Kungsör och i Galten och Lilla Blacken (de västligaste delarna av Mälaren), vidare vid Finspång, i sjön Glan i Östergötland och i sjön Åsnen i Småland.
I de sjöar och vattendrag där sjögull etablerat kraftiga bestånd påverkas det akvatiska livet bl.a. genom förändringar i ljusklimatet. Det problem som upplevs som störst är dock att arten utgör ett hinder vid bad, fiske och båtfart, vilket leder till att kostsamma rensningar måste utföras.
Sjögull har en stor potentiell spridningsförmåga genom att den kan sprida sig dels med frön (både genom själv- och korspollinering) dels med vegetativa delar. Då arten dessutom säljs som prydnadsväxt är risken att nya vatten ska invaderas att betrakta som stor.